# Gouvernorat de Gizeh
Le gouvernorat de Gizeh est un gouvernorat de l'Égypte. Il se situe dans le nord du pays. Sa capitale est Gizeh.

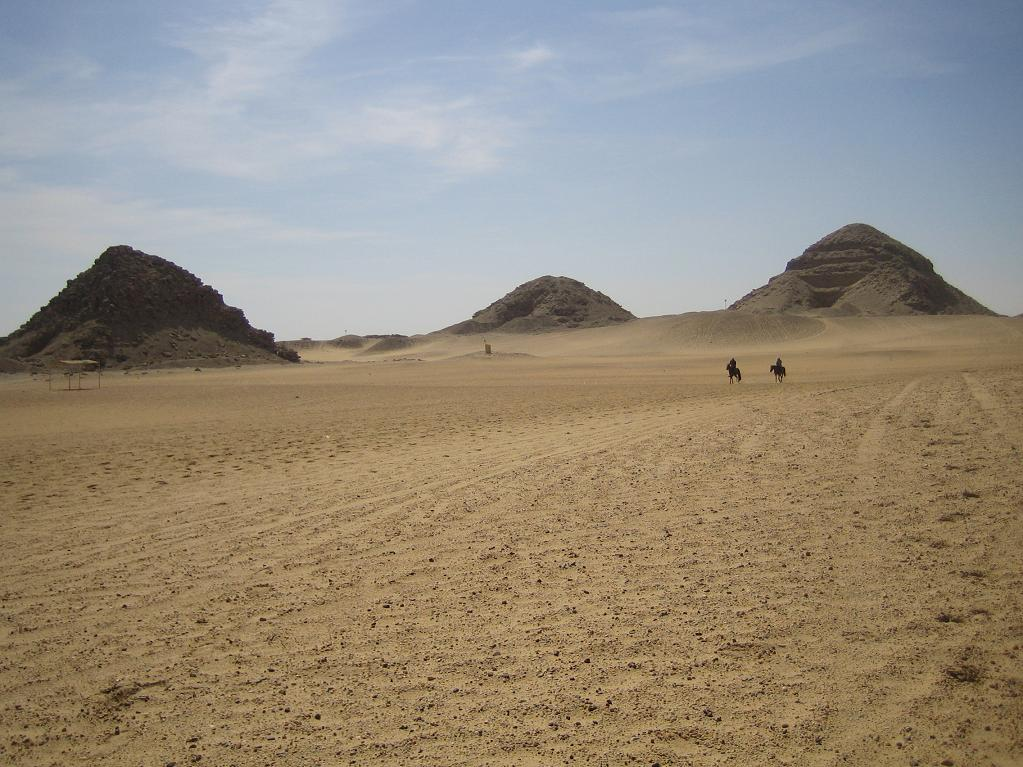
Abusir

## Histoire
En avril 2008 une partie importante de son territoire en est séparée par décret présidentiel pour former le gouvernorat distinct du 6 octobre. Ce dernier est dissous le 14 avril 2011 par le Premier ministre par intérim Essam Charaf pour faire à nouveau part du gouvernorat de Gizeh, ramenant ainsi la situation telle qu'elle l'était jusqu'en avril 2008,.